# Lubani-al-Saleh-Teebi-Syndrom
Das Lubani-al-Saleh-Teebi-Syndrom, auch Zystische Fibrose mit Gastritris und Megaloblastenanämie, ist eine sehr seltene angeborene Erkrankung mit einer Kombination von Mukoviszidose (Zystische Fibrose) mit Gastritis und Megaloblastenanämie.
Die Bezeichnung bezieht sich auf die Erstautoren der Erstbeschreibung aus dem Jahre 1991 durch den kuwaitischen Pädiater M. M. Lubani und Mitarbeiter.
Die Erkrankung ist nicht mit dem Teebi-al-Saleh-Hassoon-Syndrom zu verwechseln.

## Verbreitung
Die Häufigkeit wird mit unter 1 zu 1.000.000 angegeben, die Vererbung erfolgt autosomal-rezessiv, die Ursache ist nicht bekannt. Bislang wurde lediglich über eine Familie berichtet.

## Klinische Erscheinungen
Klinische Kriterien sind:
Manifestation im Kleinkindesalter mit Entwicklung einer Mukoviszidose, zusätzlicher Gastritis und Megaloblastenanämie.